# Vladimir Petković
Vladimir Petković, detto Vlado (Sarajevo, 15 agosto 1963), è un allenatore di calcio ed ex calciatore bosniaco naturalizzato svizzero di origine croata, di ruolo centrocampista, commissario tecnico della nazionale algerina.
Soprannominato Il Dottore, è in possesso di tre cittadinanze: croata (ius sanguinis), bosniaca (ius soli) e svizzera (naturalizzato)
. Parla sei lingue: oltre al nativo croato e bosniaco, anche il francese, il tedesco, il russo e l'italiano.
Sulla panchina della Lazio nel 2012-2013 ha vinto alla sua prima stagione una Coppa Italia grazie all'1-0 in finale contro la Roma.

## Biografia
Vladimir Petković nasce a Sarajevo, all'epoca città della Jugoslavia ed attuale capitale della Bosnia ed Erzegovina.
Si trasferisce in Svizzera nel 1987, per poi stabilirvisi definitivamente. In terra elvetica costruisce la sua carriera calcistica, ma è molto attivo anche nel sociale, svolgendo l'incarico di formatore per adulti di Caritas Ticino a Giubiasco per cinque anni.
Dopo la dissoluzione della Jugoslavia acquisisce la cittadinanza croata e successivamente quella bosniaca.
Terminata la carriera da calciatore riceve la cittadinanza svizzera.
È sposato con Ljiljana, dalla quale ha avuto le sue due figlie, Ines e Lea.

## Caratteristiche tecniche

### Giocatore
È stato un centrocampista che faceva dell'abilità tecnica la sua forza.

### Allenatore
Petković è un tecnico che ama il gioco offensivo a prescindere dall'avversario che si trova di fronte. I suoi moduli preferiti sono il 3-4-3, il 5-4-1 e il 4-1-4-1, schieramento tattico sperimentato positivamente alla Lazio, con il centravanti tedesco Miroslav Klose unico riferimento offensivo e i continui inserimenti dei quattro centrocampisti offensivi appena dietro la punta.
L'allenatore svizzero è noto anche per la sua duttilità tattica che lo porta spesso a sperimentare nuovi schemi di gioco e nuove soluzioni d'attacco, curando ogni minimo dettaglio, aggiornandosi costantemente, prediligendo inoltre l'aiuto della tecnologia.

## Carriera

### Giocatore
Nella sua carriera da calciatore, Petković ha vestito in patria le maglie di Sarajevo, squadra con la quale è cresciuto calcisticamente e ha vinto la Prva Liga nella stagione 1984-1985, Rudar Prijedor e Koper, per poi trasferirsi in Svizzera dove, a partire dal 1987, militò in diverse società, quali Coira, Sion, Martigny, Bellinzona, Locarno e Buochs.

### Allenatore

#### Gli inizi: Bellinzona, Malcantone Agno e AC Lugano
Terminata ormai la carriera di calciatore, Petković ricevette nel frattempo la cittadinanza svizzera e trovò dapprima un ingaggio in veste di giocatore-allenatore del Bellinzona e successivamente, nel ruolo di tecnico, arriva al Malcantone Agno dove, nel 2003, vinse il campionato di Prima Lega, centrando così l'accesso in Challenge League, sfuggito la stagione prima solamente ai play-off. L'annata seguente il tecnico di origine croata guidò la squadra ticinese al quarto posto in classifica, lottando fino alla fine per la promozione in Super League.
Nel 2004, vista la fusione tra Malcantone Agno e quanto rimaneva dell'FC Lugano dopo il fallimento societario di quest'ultimo, sedette sulla panchina del neonato AC Lugano, condotto all'ottavo posto nel campionato di Challenge League.

#### Il ritorno al Bellinzona
Nell'ottobre 2005, Petković approdò nuovamente al Bellinzona con il quale riuscì, dopo un nono posto al primo anno da subentrato, a raggiungere nella stagione 2006-2007 la seconda posizione in classifica, approdando così ai play-off per la promozione in Super League contro l'Aarau (la squadra ticinese venne sconfitta e gli argoviesi mantennero così la massima serie).
Nel 2008 il Bellinzona, dopo aver conquistato addirittura la finale della Coppa Svizzera, persa poi contro il Basilea, guida la classifica di Challenge League sino a poche giornate dal termine; il primo posto, valido per la promozione diretta, andò però al Vaduz, con la squadra ticinese costretta a disputare ancora i play-off promozione ma stavolta, a scapito del San Gallo sconfitto per 3-2 all'andata e 2-0 al ritorno, ottiene l'accesso al massimo campionato elvetico. La società bellinzonese, che intanto cambiò organigramma dirigenziale proprio in quel periodo, decise tuttavia di non confermare l'allenatore di origine croata e di affidarsi a Marco Schällibaum.

#### Young Boys

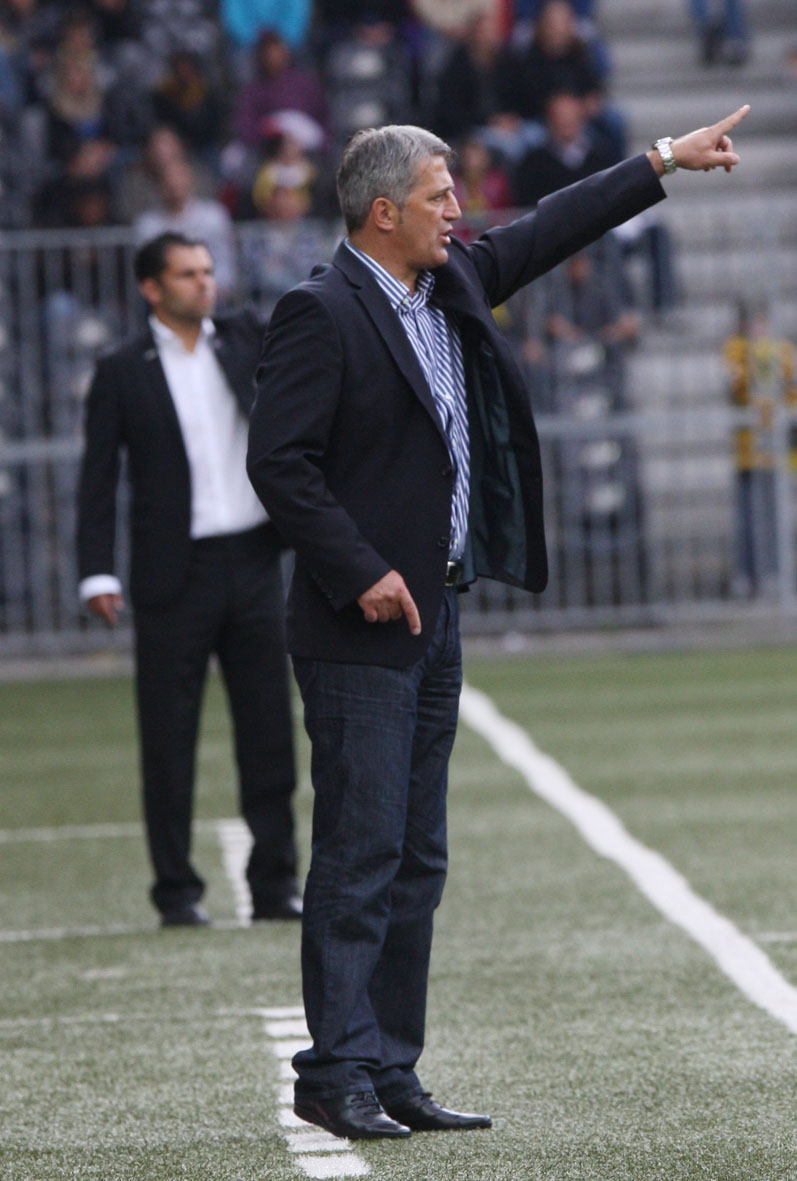
Vlado Petković allo Young Boys.

Petković viene chiamato nell'agosto del 2008 sulla panchina dello Young Boys, che lo ingaggia alla sesta giornata di campionato dopo aver esonerato Martin Andermatt. Resterà per tre stagioni alla guida della formazione bernese fino all'8 maggio 2011, quando verrà sollevato dall'incarico dopo aver mancato il titolo all'ultima giornata del campionato precedente in un testa a testa con il Basilea, oltre alla doppia eliminazione rimediata ai preliminari di Champions League contro il Tottenham e dopo quella ai sedicesimi di finale di Europa League contro lo Zenit San Pietroburgo.

#### Samsunspor e Sion
Terminata l'avventura con lo Young Boys, il tecnico di Sarajevo tenta un'esperienza fuori dai confini elvetici, guidando in Turchia il Samsunspor, squadra che allenerà dal 1º luglio 2011 al 27 gennaio 2012, quando viene sollevato dall'incarico.
Il 15 maggio dello stesso anno Petković torna in Svizzera, sulla panchina del Sion, in quel momento penultimo in classifica a causa della grossa penalità subita a campionato in corso, consistente nella decurtazione di 36 punti (per illeciti commessi in Europa League), costretto quindi a giocare i play-out. Riuscirà a salvarlo dalla retrocessione avendo la meglio nel doppio confronto con l'Aarau (vittoria per 3-0 all'andata e sconfitta indolore per 1-0 al ritorno).

#### Lazio
Il 31 maggio 2012, dopo la scadenza del suo contratto col club svizzero del Sion, Petković sottoscrive un accordo biennale con la Lazio da 600.000 euro l'anno e nella giornata successiva visita l'impianto del Centro sportivo di Formello. Il 2 giugno la società romana comunica ufficialmente l'assunzione del nuovo allenatore, che viene presentato alla stampa il 6 giugno.
L'11 novembre 2012, in occasione del suo primo Derby di Roma, conquista la vittoria contro i giallorossi per 3-2. Il 29 gennaio 2013, battendo 2-1 la Juventus nella semifinale di ritorno di Coppa Italia, dopo l'1-1 dell'andata, la formazione guidata dal tecnico svizzero conquista l'accesso alla finale del torneo, la settima nella storia del club biancoceleste. In questa partita, disputata il 26 maggio 2013, la Lazio sconfigge per 1-0 i rivali di sempre, ovvero i giallorossi della Roma con la rete di Senad Lulić, conquistando la sua sesta Coppa Italia. Meno fortuna ha in campionato, dopo esser stato addirittura al terzo posto in classifica all'inizio del girone di ritorno, a soli 3 punti dalla capolista Juventus, piazzandosi al settimo posto finale a quota 61 punti.
Il 4 gennaio 2014, dopo una serie di risultati poco soddisfacenti alla guida della Lazio (decimo posto con 20 punti) e la firma per guidare la Nazionale svizzera dal 1º luglio 2014, viene licenziato per giusta causa e sostituito da Edoardo Reja. Petković ha però contestato il licenziamento, sui fatti dovrà quindi esprimersi il Giudice del Lavoro. Anche il presidente dell'associazione allenatori, Renzo Ulivieri, ha espresso solidarietà a Petković sottolineando che il mister svizzero non aveva violato alcuna norma.

#### Nazionale svizzera

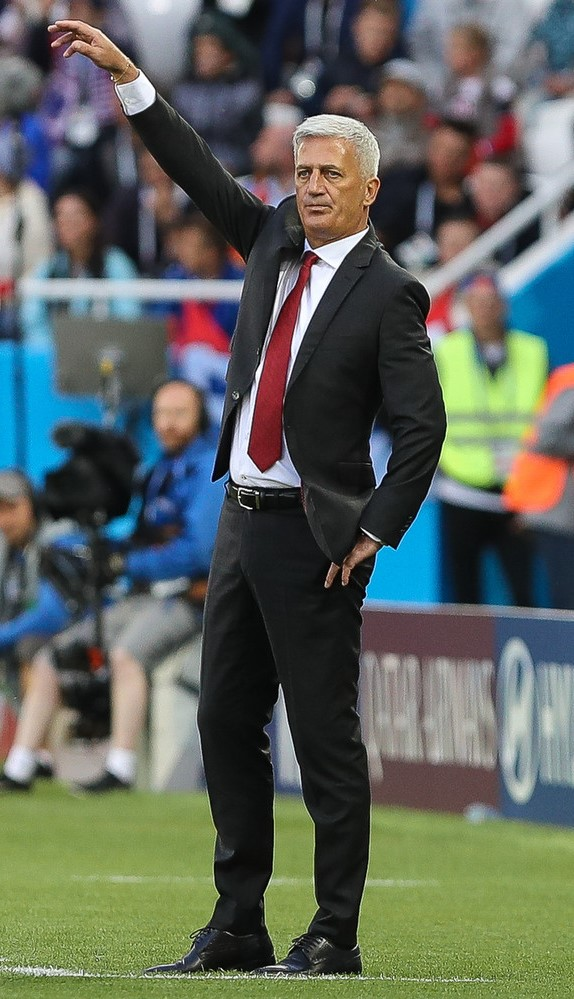
Petković in veste di commissario tecnico della Svizzera.

Il 23 dicembre 2013 viene annunciato dalla Associazione Svizzera di Football la firma del contratto di Petković come allenatore della Nazionale svizzera; l'accordo è entrato in vigore a partire dal 1º luglio 2014 dopo l'eliminazione della nazionale elvetica dai mondiali in Brasile.
Alla guida della nazionale riuscì a centrare la qualificazione al campionato Europeo del 2016 in virtù del secondo posto raggiunto nel gruppo E di qualificazione alle spalle dell'Inghilterra. Nel corso del torneo venne eliminato agli ottavi di finale per mano della Polonia ai tiri di rigore. Questo, a suo tempo, rappresentava il miglior risultato di sempre per la nazionale svizzera nel torneo continentale.
Riconfermato alla guida della nazionale anche per il torneo di qualificazione ai campionati del mondo 2018, riesce a raggiungere la massima competizione per nazionali grazie al successo nel doppio scontro con l'Irlanda del Nord nello spareggio UEFA a novembre 2017. In questa edizione della coppa del mondo (Russia 2018) la Svizzera viene eliminata agli ottavi, come nel 2014 (ai supplementari contro l'Argentina), per mano della Svezia, per 1-0, dopo una buona fase a gironi caratterizzata da due pareggi con Brasile (1-1) e Costa Rica (2-2) e dalla vittoria contro la Serbia (2-1).
Raggiunta la qualificazione al campionato europeo di calcio 2020 (ma disputato nel 2021 a causa della pandemia di COVID-19) grazie ai 17 punti ottenuti nel girone D, la Svizzera viene inserita nel Gruppo A, insieme a Italia, Turchia e Galles. Gli elvetici ottengono 4 punti (vittoria con la Turchia, pareggio con il Galles e sconfitta con l'Italia) e si qualificano alla fase a eliminazione diretta grazie al ripescaggio delle quattro migliori terze. Agli ottavi di finale elimina ai rigori la più quotata Francia, dopo il 3-3 maturato ai tempi regolamentari e rimasto inalterato nei supplementari, migliorando dunque il record ottenuto nell'edizione precedente della manifestazione. La Svizzera verrà poi eliminata ai quarti dalla Spagna proprio ai rigori dopo l’1-1 dei tempi regolamentari.

#### Bordeaux
Il 27 luglio seguente lascia la panchina della nazionale, dopo aver collezionato 78 presenze, record assoluto per la selezione elvetica, per diventare il nuovo tecnico del Bordeaux con cui firma un contratto triennale. Il 7 febbraio 2022 viene esonerato dopo la sconfitta per 5-0 contro il Reims, lasciando i girondini al penultimo posto in Ligue 1

## Statistiche

### Statistiche da allenatore

#### Club
Statistiche aggiornate al 7 febbraio 2022. In grassetto le competizioni vinte.
| Stagione               | Squadra                | Campionato             | Campionato | Campionato | Campionato | Campionato | Coppe nazionali | Coppe nazionali | Coppe nazionali | Coppe nazionali | Coppe nazionali | Coppe continentali | Coppe continentali | Coppe continentali | Coppe continentali | Coppe continentali | Altre coppe | Altre coppe | Altre coppe | Altre coppe | Altre coppe | Totale | Totale | Totale | Totale | % Vittorie | Piazzamenti |
| Stagione               | Squadra                | Comp                   | G          | V          | N          | P          | Comp            | G               | V               | N               | P               | Comp               | G                  | V                  | N                  | P                  | Comp        | G           | V           | N           | P           | G      | V      | N      | P      | %          | Piazzamenti |
| ---------------------- | ---------------------- | ---------------------- | ---------- | ---------- | ---------- | ---------- | --------------- | --------------- | --------------- | --------------- | --------------- | ------------------ | ------------------ | ------------------ | ------------------ | ------------------ | ----------- | ----------- | ----------- | ----------- | ----------- | ------ | ------ | ------ | ------ | ---------- | ----------- |
| 1997-1998              | Bellinzona             | PL                     | 26         | 10         | 6          | 10         | CS              | 4               | 2               | 1               | 1               | -                  | -                  | -                  | -                  | -                  | -           | -           | -           | -           | -           | 30     | 12     | 7      | 11     | 40,00      | 8º          |
| 1999-2000              | Malcantone Agno        | PL                     | 26         | 14         | 5          | 7          | CS              | 4               | 3               | 0               | 1               | -                  | -                  | -                  | -                  | -                  | -           | -           | -           | -           | -           | 30     | 17     | 5      | 8      | 56,67      | 4º          |
| 2000-2001              | Malcantone Agno        | PL                     | 30         | 12         | 8          | 10         | CS              | 2               | 1               | 0               | 1               | -                  | -                  | -                  | -                  | -                  | -           | -           | -           | -           | -           | 32     | 13     | 8      | 11     | 40,63      | 6º          |
| 2001-2002              | Malcantone Agno        | PL                     | 30+2       | 19         | 6          | 5+2        | CS              | 2               | 1               | 1               | 0               | -                  | -                  | -                  | -                  | -                  | -           | -           | -           | -           | -           | 34     | 20     | 7      | 7      | 58,82      | 1º          |
| 2002-2003              | Malcantone Agno        | PL                     | 30+2       | 16+1       | 13         | 1+1        | CS              | 2               | 1               | 1               | 0               | -                  | -                  | -                  | -                  | -                  | -           | -           | -           | -           | -           | 34     | 18     | 14     | 2      | 52,94      | 1º (prom.)  |
| 2003-2004              | Malcantone Agno        | CL                     | 32         | 16         | 7          | 9          | CS              | 4               | 2               | 1               | 1               | -                  | -                  | -                  | -                  | -                  | -           | -           | -           | -           | -           | 36     | 18     | 8      | 10     | 50,00      | 4º          |
| Totale Malcantone Agno | Totale Malcantone Agno | Totale Malcantone Agno | 152        | 78         | 39         | 35         |                 | 14              | 8               | 3               | 3               |                    | -                  | -                  | -                  | -                  |             | -           | -           | -           | -           | 166    | 86     | 42     | 38     | 51,81      |             |
| 2004-2005              | Lugano                 | CL                     | 34         | 14         | 8          | 12         | CS              | 2               | 0               | 2               | 0               | -                  | -                  | -                  | -                  | -                  | -           | -           | -           | -           | -           | 36     | 14     | 10     | 12     | 38,89      | 8º          |
| ott. 2005-2006         | Bellinzona             | CL                     | 23         | 11         | 6          | 6          | CS              | 2               | 1               | 0               | 1               | -                  | -                  | -                  | -                  | -                  | -           | -           | -           | -           | -           | 25     | 12     | 6      | 7      | 48,00      | Sub., 9º    |
| 2006-2007              | Bellinzona             | CL                     | 34+2       | 21         | 7          | 6+2        | CS              | 2               | 1               | 0               | 1               | -                  | -                  | -                  | -                  | -                  | -           | -           | -           | -           | -           | 38     | 22     | 7      | 9      | 57,89      | 2º          |
| 2007-2008              | Bellinzona             | CL                     | 34+2       | 21+2       | 6          | 7          | CS              | 6               | 3               | 2               | 1               | -                  | -                  | -                  | -                  | -                  | -           | -           | -           | -           | -           | 42     | 26     | 8      | 8      | 61,90      | 2º (prom.)  |
| Totale Bellinzona      | Totale Bellinzona      | Totale Bellinzona      | 121        | 65         | 25         | 31         |                 | 14              | 7               | 3               | 4               |                    | -                  | -                  | -                  | -                  |             | -           | -           | -           | -           | 135    | 72     | 28     | 35     | 53,33      |             |
| ago. 2008-2009         | Young Boys             | SL                     | 31         | 21         | 6          | 4          | CS              | 6               | 4               | 1               | 1               | CU                 | 4                  | 2                  | 1                  | 1                  | -           | -           | -           | -           | -           | 41     | 27     | 8      | 6      | 65,85      | Sub., 2º    |
| 2009-2010              | Young Boys             | SL                     | 36         | 25         | 2          | 9          | CS              | 4               | 3               | 0               | 1               | UEL                | 2                  | 1                  | 0                  | 1                  | -           | -           | -           | -           | -           | 42     | 29     | 2      | 11     | 69,05      | 2º          |
| 2010-mag. 2011         | Young Boys             | SL                     | 32         | 13         | 10         | 9          | CS              | 4               | 3               | 1               | 0               | UCL+UEL            | 4+8                | 2+4                | 1+0                | 1+4                | -           | -           | -           | -           | -           | 48     | 22     | 12     | 14     | 45,83      | Eson.       |
| Totale Young Boys      | Totale Young Boys      | Totale Young Boys      | 99         | 59         | 18         | 22         |                 | 14              | 10              | 2               | 2               |                    | 18                 | 9                  | 2                  | 7                  |             | -           | -           | -           | -           | 131    | 78     | 22     | 31     | 59,54      |             |
| 2011-gen. 2012         | Samsunspor             | SL                     | 21         | 3          | 7          | 11         | CT              | 1               | 1               | 0               | 0               | -                  | -                  | -                  | -                  | -                  | -           | -           | -           | -           | -           | 22     | 4      | 7      | 11     | 18,18      | Eson.       |
| mag.-giu. 2012         | Sion                   | SL                     | 4          | 1          | 0          | 3          | CS              | 0               | 0               | 0               | 0               | -                  | -                  | -                  | -                  | -                  | -           | -           | -           | -           | -           | 4      | 1      | 0      | 3      | 25,00      | Sub., 9º    |
| 2012-2013              | Lazio                  | A                      | 38         | 18         | 7          | 13         | CI              | 5               | 3               | 2               | 0               | UEL                | 14                 | 8                  | 5                  | 1                  | -           | -           | -           | -           | -           | 57     | 29     | 14     | 14     | 50,88      | 7º          |
| 2013-gen. 2014         | Lazio                  | A                      | 17         | 5          | 5          | 7          | CI              | 0               | 0               | 0               | 0               | UEL                | 6                  | 3                  | 3                  | 0                  | SI          | 1           | 0           | 0           | 1           | 24     | 8      | 8      | 8      | 33,33      | Eson.       |
| Totale Lazio           | Totale Lazio           | Totale Lazio           | 55         | 23         | 12         | 20         |                 | 5               | 3               | 2               | 0               |                    | 20                 | 11                 | 8                  | 1                  |             | 1           | 0           | 0           | 1           | 81     | 37     | 22     | 22     | 45,68      |             |
| 2021-feb. 2022         | Bordeaux               | L1                     | 23         | 4          | 8          | 11         | CF              | 2               | 1               | 0               | 1               | -                  | -                  | -                  | -                  | -                  | -           | -           | -           | -           | -           | 25     | 5      | 8      | 12     | 20,00      | Eson.       |
| Totale carriera        | Totale carriera        | Totale carriera        | 509        | 247        | 117        | 145        |                 | 52              | 30              | 12              | 10              |                    | 38                 | 20                 | 10                 | 8                  |             | 1           | 0           | 0           | 1           | 600    | 297    | 139    | 164    | 49,50      |             |

#### Nazionale
Statistiche aggiornate al 29 febbraio 2024.
| Squadra  | Naz                 | dal              | al             | Record | Record | Record | Record     | Record | Record | Record | Record |
| G        | V                   | N                | P              | GF     | GS     | DR     | % Vittorie |        |        |        |        |
| -------- | ------------------- | ---------------- | -------------- | ------ | ------ | ------ | ---------- | ------ | ------ | ------ | ------ |
| Svizzera | Svizzera (bandiera) | 1º luglio 2014   | 27 luglio 2021 | 78     | 41     | 18     | 19         | 149    | 77     | +72    | 52,56  |
| Algeria  | Algeria (bandiera)  | 29 febbraio 2024 | in carica      | 4      | 2      | 1      | 1          | 9      | 8      | +1     | 50,00  |
| Totale   | Totale              | Totale           | Totale         | 82     | 43     | 19     | 20         | 158    | 85     | +73    | 52,44  |

#### Nazionale svizzera nel dettaglio
| 2014                 | Svizzera        | Qual. Europeo 2016               | 2º nel Gruppo E, qualificato | 4  | 2  | 0  | 2  | 50,00   | 8   | 3  | +5  |
| 2015                 | Svizzera        | Qual. Europeo 2016               | 2º nel Gruppo E, qualificato | 6  | 5  | 0  | 1  | 83,33   | 16  | 5  | +11 |
| Giu. 2016            | Svizzera        | Europeo 2016                     | Ottavi di finale             | 4  | 1  | 3  | 0  | 25,00   | 3   | 2  | +1  |
| 2016                 | Svizzera        | Qual. Mondiale 2018 + (play-off) | 2º nel Gruppo B, qualificato | 4  | 4  | 0  | 0  | 100,00& | 9   | 3  | +6  |
| 2017                 | Svizzera        | Qual. Mondiale 2018 + (play-off) | 2º nel Gruppo B, qualificato | 6  | 5  | 0  | 1  | 83,33   | 14  | 4  | +10 |
| Nov. 2017 (play-off) | Svizzera        | Qual. Mondiale 2018 + (play-off) | 2º nel Gruppo B, qualificato | 2  | 1  | 1  | 0  | 50,00   | 1   | 0  | +1  |
| Giu. 2018            | Svizzera        | Mondiale 2018                    | Ottavi di finale             | 4  | 1  | 2  | 1  | 25,00   | 5   | 5  | 0   |
| 2018                 | Svizzera        | Nations League 2018-2019         | 4º                           | 4  | 3  | 0  | 1  | 75,00   | 14  | 5  | +9  |
| 2019                 | Svizzera        | Nations League 2018-2019         | 4º                           | 2  | 0  | 1  | 1  | &0,00   | 1   | 3  | -2  |
| 2019                 | Svizzera        | Qual. Europeo 2020               | 1º nel Gruppo D, qualificato | 8  | 5  | 2  | 1  | 62,50   | 19  | 6  | +13 |
| 2020                 | Svizzera        | Nations League 2020-2021         | 3º nel Gruppo 4              | 6  | 1  | 3  | 2  | 16,67   | 9   | 8  | +1  |
| 2021                 | Svizzera        | Qual. Mondiale 2022              | nel Gruppo C                 | 2  | 2  | 0  | 0  | 100,00& | 4   | 1  | +3  |
| Giu.-lug. 2021       | Svizzera        | Europeo 2020                     | Quarti di finale             | 5  | 1  | 3  | 1  | 20,00   | 8   | 9  | -1  |
| Dal 2014 al 2021     | Svizzera        | Amichevoli                       |                              | 21 | 10 | 3  | 8  | 47,62   | 38  | 23 | +15 |
| Totale Svizzera      | Totale Svizzera | Totale Svizzera                  | Totale Svizzera              | 78 | 41 | 18 | 19 | 52,56   | 149 | 77 | +72 |

#### Panchine da commissario tecnico della nazionale svizzera
| Cronologia completa delle presenze e delle reti in nazionale ― Svizzera | Cronologia completa delle presenze e delle reti in nazionale ― Svizzera | Cronologia completa delle presenze e delle reti in nazionale ― Svizzera | Cronologia completa delle presenze e delle reti in nazionale ― Svizzera | Cronologia completa delle presenze e delle reti in nazionale ― Svizzera | Cronologia completa delle presenze e delle reti in nazionale ― Svizzera | Cronologia completa delle presenze e delle reti in nazionale ― Svizzera                                             | Cronologia completa delle presenze e delle reti in nazionale ― Svizzera |
| Data                                                                    | Città                                                                   | In casa                                                                 | Risultato                                                               | Ospiti                                                                  | Competizione                                                            | Reti | Note                                                                    |
| ----------------------------------------------------------------------- | ----------------------------------------------------------------------- | ----------------------------------------------------------------------- | ----------------------------------------------------------------------- | ----------------------------------------------------------------------- | ----------------------------------------------------------------------- | --- | ----------------------------------------------------------------------- |
| 8-9-2014                                                                | Basilea                                                                 | Svizzera                                                                | 0 – 2                                                                   | Inghilterra                                                             | Qual. Euro 2016                                                         | - | Cap: G. Inler                                                           |
| 9-10-2014                                                               | Maribor                                                                 | Slovenia                                                                | 1 – 0                                                                   | Svizzera                                                                | Qual. Euro 2016                                                         | - | Cap: G. Inler                                                           |
| 14-10-2014                                                              | Serravalle                                                              | San Marino                                                              | 0 – 4                                                                   | Svizzera                                                                | Qual. Euro 2016                                                         | 2 Haris Seferović Blerim Džemaili Xherdan Shaqiri                                                                   | Cap: S. Lichtsteiner                                                    |
| 15-11-2014                                                              | San Gallo                                                               | Svizzera                                                                | 4 – 0                                                                   | Lituania                                                                | Qual. Euro 2016                                                         | autorete Fabian Schär 2 Xherdan Shaqiri                                                                             | Cap: G. Inler                                                           |
| 18-11-2014                                                              | Breslavia                                                               | Polonia                                                                 | 2 – 2                                                                   | Svizzera                                                                | Amichevole                                                              | Josip Drmić Fabian Frei                                                                                             | Cap: G. Inler                                                           |
| 27-3-2015                                                               | Lucerna                                                                 | Svizzera                                                                | 3 – 0                                                                   | Estonia                                                                 | Qual. Euro 2016                                                         | Fabian Schär Granit Xhaka Haris Seferović                                                                           | Cap: G. Inler                                                           |
| 31-3-2015                                                               | Zurigo                                                                  | Svizzera                                                                | 1 – 1                                                                   | Stati Uniti                                                             | Amichevole                                                              | Valentin Stocker | Cap: G. Inler                                                           |
| 10-6-2015                                                               | Thun                                                                    | Svizzera                                                                | 3 – 0                                                                   | Liechtenstein                                                           | Amichevole                                                              | 2 Blerim Džemaili Xherdan Shaqiri                                                                                   | Cap: S. Lichtsteiner                                                    |
| 14-6-2015                                                               | Vilnius                                                                 | Lituania                                                                | 1 – 2                                                                   | Svizzera                                                                | Qual. Euro 2016                                                         | Josip Drmić Xherdan Shaqiri                                                                                         | Cap: G. Inler                                                           |
| 5-9-2015                                                                | Basilea                                                                 | Svizzera                                                                | 3 – 2                                                                   | Slovenia                                                                | Qual. Euro 2016                                                         | 2 Josip Drmić Valentin Stocker                                                                                      | Cap: S. Lichtsteiner                                                    |
| 8-9-2015                                                                | Londra                                                                  | Inghilterra                                                             | 2 – 0                                                                   | Svizzera                                                                | Qual. Euro 2016                                                         | - | Cap: G. Inler                                                           |
| 9-10-2015                                                               | San Gallo                                                               | Svizzera                                                                | 7 – 0                                                                   | San Marino                                                              | Qual. Euro 2016                                                         | Michael Lang Gökhan Inler (rig.) Admir Mehmedi Johan Djourou (rig.) Pajtim Kasami Breel Embolo (rig.) Eren Derdiyok | Cap: G. Inler                                                           |
| 12-10-2015                                                              | Tallinn                                                                 | Estonia                                                                 | 0 – 1                                                                   | Svizzera                                                                | Qual. Euro 2016                                                         | autorete | Cap: G. Inler                                                           |
| 13-11-2015                                                              | Trnava                                                                  | Slovacchia                                                              | 3 – 2                                                                   | Svizzera                                                                | Amichevole                                                              | Eren Derdiyok Josip Drmić                                                                                           | Cap: G. Inler                                                           |
| 17-11-2015                                                              | Vienna                                                                  | Austria                                                                 | 1 – 2                                                                   | Svizzera                                                                | Amichevole                                                              | 2 Haris Seferović                                                                                                   | Cap: G. Inler                                                           |
| 25-3-2016                                                               | Dublino                                                                 | Irlanda                                                                 | 1 – 0                                                                   | Svizzera                                                                | Amichevole                                                              | - |                                                                         |
| 29-3-2016                                                               | Zurigo                                                                  | Svizzera                                                                | 0 – 2                                                                   | Bosnia ed Erzegovina                                                    | Amichevole                                                              | - | Cap: S. Lichtsteiner                                                    |
| 28-5-2016                                                               | Ginevra                                                                 | Svizzera                                                                | 1 – 2                                                                   | Belgio                                                                  | Amichevole                                                              | Blerim Džemaili | Cap: V. Behrami                                                         |
| 3-6-2016                                                                | Lugano                                                                  | Svizzera                                                                | 2 – 1                                                                   | Moldavia                                                                | Amichevole                                                              | Blerim Džemaili Admir Mehmedi                                                                                       | Cap: S. Lichtsteiner                                                    |
| 11-6-2016                                                               | Lens                                                                    | Albania                                                                 | 0 – 1                                                                   | Svizzera                                                                | Euro 2016 - Fase a gironi                                               | Fabian Schär | Cap: S. Lichtsteiner                                                    |
| 15-6-2016                                                               | Parigi                                                                  | Romania                                                                 | 1 – 1                                                                   | Svizzera                                                                | Euro 2016 - Fase a gironi                                               | Admir Mehmedi | Cap: S. Lichtsteiner                                                    |
| 19-6-2016                                                               | Villeneuve d'Ascq                                                       | Svizzera                                                                | 0 – 0                                                                   | Francia                                                                 | Euro 2016 - Fase a gironi                                               | - | Cap: S. Lichtsteiner                                                    |
| 25-6-2016                                                               | Saint-Étienne                                                           | Svizzera                                                                | 1 – 1 dts (4 – 5 dtr)                                                   | Polonia                                                                 | Euro 2016 - Ottavi di finale                                            | Xherdan Shaqiri | Cap: S. Lichtsteiner                                                    |
| 6-9-2016                                                                | Basilea                                                                 | Svizzera                                                                | 2 – 0                                                                   | Portogallo                                                              | Qual. Mondiali 2018                                                     | Breel Embolo Admir Mehmedi                                                                                          | Cap: S. Lichtsteiner                                                    |
| 7-10-2016                                                               | Budapest                                                                | Ungheria                                                                | 2 – 3                                                                   | Svizzera                                                                | Qual. Mondiali 2018                                                     | Haris Seferović Ricardo Rodríguez Valentin Stocker                                                                  | Cap: S. Lichtsteiner                                                    |
| 10-10-2016                                                              | Andorra la Vella                                                        | Andorra                                                                 | 1 – 2                                                                   | Svizzera                                                                | Qual. Mondiali 2018                                                     | Fabian Schär (rig.) Admir Mehmedi                                                                                   | Cap: G. Xhaka                                                           |
| 13-11-2016                                                              | Lucerna                                                                 | Svizzera                                                                | 2 – 0                                                                   | Fær Øer                                                                 | Qual. Mondiali 2018                                                     | Eren Derdiyok Stephan Lichtsteiner                                                                                  | Cap: S. Lichtsteiner                                                    |
| 25-3-2017                                                               | Ginevra                                                                 | Svizzera                                                                | 1 – 0                                                                   | Lettonia                                                                | Qual. Mondiali 2018                                                     | Josip Drmić | Cap: S. Lichtsteiner                                                    |
| 1-6-2017                                                                | Neuchâtel                                                               | Svizzera                                                                | 1 – 0                                                                   | Bielorussia                                                             | Amichevole                                                              | Xherdan Shaqiri | Cap: V. Behrami                                                         |
| 9-6-2017                                                                | Tórshavn                                                                | Fær Øer                                                                 | 0 – 2                                                                   | Svizzera                                                                | Qual. Mondiali 2018                                                     | Granit Xhaka Xherdan Shaqiri                                                                                        | Cap: S. Lichtsteiner                                                    |
| 31-8-2017                                                               | San Gallo                                                               | Svizzera                                                                | 3 – 0                                                                   | Andorra                                                                 | Qual. Mondiali 2018                                                     | 2 Haris Seferović Stephan Lichtsteiner                                                                              | Cap: S. Lichtsteiner                                                    |
| 3-9-2017                                                                | Riga                                                                    | Lettonia                                                                | 0 – 3                                                                   | Svizzera                                                                | Qual. Mondiali 2018                                                     | Haris Seferović Blerim Džemaili Ricardo Rodríguez (rig.)                                                            | Cap: S. Lichtsteiner                                                    |
| 7-10-2017                                                               | Basilea                                                                 | Svizzera                                                                | 5 – 2                                                                   | Ungheria                                                                | Qual. Mondiali 2018                                                     | Granit Xhaka Fabian Frei 2 Steven Zuber Stephan Lichtsteiner                                                        | Cap: S. Lichtsteiner                                                    |
| 10-10-2017                                                              | Lisbona                                                                 | Portogallo                                                              | 2 – 0                                                                   | Svizzera                                                                | Qual. Mondiali 2018                                                     | - | Cap: S. Lichtsteiner                                                    |
| 9-11-2017                                                               | Belfast                                                                 | Irlanda del Nord                                                        | 0 – 1                                                                   | Svizzera                                                                | Qual. Mondiali 2018                                                     | Ricardo Rodríguez (rig.)                                                                                            | Cap: S. Lichtsteiner                                                    |
| 12-11-2017                                                              | Basilea                                                                 | Svizzera                                                                | 0 – 0                                                                   | Irlanda del Nord                                                        | Qual. Mondiali 2018                                                     | - | Cap: S. Lichtsteiner                                                    |
| 23-3-2018                                                               | Salonicco                                                               | Grecia                                                                  | 0 – 1                                                                   | Svizzera                                                                | Amichevole                                                              | Blerim Džemaili | Cap: S. Lichtsteiner                                                    |
| 27-3-2018                                                               | Lucerna                                                                 | Svizzera                                                                | 6 – 0                                                                   | Panama                                                                  | Amichevole                                                              | Blerim Džemaili Granit Xhaka (rig.) Breel Embolo Steven Zuber Mario Gavranović Fabian Frei                          | Cap: G. Xhaka                                                           |
| 3-6-2018                                                                | Villareal                                                               | Spagna                                                                  | 1 – 1                                                                   | Svizzera                                                                | Amichevole                                                              | Ricardo Rodríguez                                                                                                   | Cap: S. Lichtsteiner                                                    |
| 8-6-2018                                                                | Lugano                                                                  | Svizzera                                                                | 2 – 0                                                                   | Giappone                                                                | Amichevole                                                              | Ricardo Rodríguez (rig.) Haris Seferović                                                                            | Cap: S. Lichtsteiner                                                    |
| 17-6-2018                                                               | Rostov                                                                  | Brasile                                                                 | 1 – 1                                                                   | Svizzera                                                                | Mondiali 2018 - Fase a Gironi                                           | Steven Zuber | Cap: S. Lichtsteiner                                                    |
| 22-6-2018                                                               | Kaliningrad                                                             | Serbia                                                                  | 1 – 2                                                                   | Svizzera                                                                | Mondiali 2018 - Fase a Gironi                                           | Granit Xhaka Xherdan Shaqiri                                                                                        | Cap: S. Lichtsteiner                                                    |
| 27-6-2018                                                               | Nižnij Novgorod                                                         | Svizzera                                                                | 2 – 2                                                                   | Costa Rica                                                              | Mondiali 2018 - Fase a Gironi                                           | Blerim Džemaili Josip Drmić                                                                                         | Cap: S. Lichtsteiner                                                    |
| 3-7-2018                                                                | San Pietroburgo                                                         | Svezia                                                                  | 1 – 0                                                                   | Svizzera                                                                | Mondiali 2018 - Ottavi di finale                                        | - | Cap: S. Lichtsteiner                                                    |
| 8-9-2018                                                                | San Gallo                                                               | Svizzera                                                                | 6 – 0                                                                   | Islanda                                                                 | UEFA Nations League 2018-2019 - 1º turno                                | Steven Zuber Denis Zakaria Xherdan Shaqiri Haris Seferović Albian Ajeti Admir Mehmedi                               | Cap: G. Xhaka                                                           |
| 11-9-2018                                                               | Leicester                                                               | Inghilterra                                                             | 1 – 0                                                                   | Svizzera                                                                | Amichevole                                                              | - | Cap: S. Lichtsteiner                                                    |
| 12-10-2018                                                              | Bruxelles                                                               | Belgio                                                                  | 2 – 1                                                                   | Svizzera                                                                | UEFA Nations League 2018-2019 - 1º turno                                | Mario Gavranović | Cap: G. Xhaka                                                           |
| 15-10-2018                                                              | Reykjavík                                                               | Islanda                                                                 | 1 – 2                                                                   | Svizzera                                                                | UEFA Nations League 2018-2019 - 1º turno                                | Haris Seferović Michael Lang                                                                                        | Cap: G. Xhaka                                                           |
| 14-11-2018                                                              | Lugano                                                                  | Svizzera                                                                | 0 – 1                                                                   | Qatar                                                                   | Amichevole                                                              | - | Cap: G. Xhaka                                                           |
| 18-11-2018                                                              | Lucerna                                                                 | Svizzera                                                                | 5 – 2                                                                   | Belgio                                                                  | UEFA Nations League 2018-2019 - 1º turno                                | 3 Haris Seferović Ricardo Rodríguez (rig.) Nico Elvedi                                                              | Cap: G. Xhaka                                                           |
| 23-3-2019                                                               | Tbilisi                                                                 | Georgia                                                                 | 0 – 2                                                                   | Svizzera                                                                | Qual. Euro 2020                                                         | Steven Zuber Denis Zakaria                                                                                          | Cap: G. Xhaka                                                           |
| 26-3-2019                                                               | Basilea                                                                 | Svizzera                                                                | 3 – 3                                                                   | Danimarca                                                               | Qual. Euro 2020                                                         | Remo Freuler Granit Xhaka Breel Embolo                                                                              | Cap: G. Xhaka                                                           |
| 5-6-2019                                                                | Porto                                                                   | Portogallo                                                              | 3 – 1                                                                   | Svizzera                                                                | UEFA Nations League 2018-2019 - Semifinale                              | Ricardo Rodríguez (rig.)                                                                                            | Cap: G. Xhaka                                                           |
| 9-6-2019                                                                | Guimarães                                                               | Svizzera                                                                | 0 – 0 dts (5 – 6 dtr)                                                   | Inghilterra                                                             | UEFA Nations League 2018-2019 - Finale 3º posto                         | - | Cap: G. Xhaka                                                           |
| 5-9-2019                                                                | Dublino                                                                 | Irlanda                                                                 | 1 – 1                                                                   | Svizzera                                                                | Qual. Euro 2020                                                         | Fabian Schär | Cap: G. Xhaka                                                           |
| 8-9-2019                                                                | Sion                                                                    | Svizzera                                                                | 4 – 0                                                                   | Gibilterra                                                              | Qual. Euro 2020                                                         | Denis Zakaria Admir Mehmedi Ricardo Rodríguez Mario Gavranović                                                      | Cap: G. Xhaka                                                           |
| 12-10-2019                                                              | Copenaghen                                                              | Danimarca                                                               | 1 – 0                                                                   | Svizzera                                                                | Qual. Euro 2020                                                         | - | Cap: S. Lichtsteiner                                                    |
| 15-10-2019                                                              | Ginevra                                                                 | Svizzera                                                                | 2 – 0                                                                   | Irlanda                                                                 | Qual. Euro 2020                                                         | Haris Seferović autorete                                                                                            | Cap: S. Lichtsteiner                                                    |
| 15-11-2019                                                              | San Gallo                                                               | Svizzera                                                                | 1 – 0                                                                   | Georgia                                                                 | Qual. Euro 2020                                                         | Cedric Itten | Cap: S. Lichtsteiner                                                    |
| 18-11-2019                                                              | Gibilterra                                                              | Gibilterra                                                              | 1 – 6                                                                   | Svizzera                                                                | Qual. Euro 2020                                                         | 2 Cedric Itten Ruben Vargas Christian Fassnacht Loris Benito Granit Xhaka                                           | Cap: G. Xhaka                                                           |
| 3-9-2020                                                                | Leopoli                                                                 | Ucraina                                                                 | 2 – 1                                                                   | Svizzera                                                                | UEFA Nations League 2020-2021 - 1º turno                                | Haris Seferović | Cap: G. Xhaka                                                           |
| 6-9-2020                                                                | Basilea                                                                 | Svizzera                                                                | 1 – 1                                                                   | Germania                                                                | UEFA Nations League 2020-2021 - 1º turno                                | Silvan Widmer | Cap: G. Xhaka                                                           |
| 7-10-2020                                                               | San Gallo                                                               | Svizzera                                                                | 1 – 2                                                                   | Croazia                                                                 | Amichevole                                                              | Mario Gavranović | Cap: G. Xhaka                                                           |
| 10-10-2020                                                              | Madrid                                                                  | Spagna                                                                  | 1 – 0                                                                   | Svizzera                                                                | UEFA Nations League 2020-2021 - 1º turno                                | - | Cap: G. Xhaka                                                           |
| 13-10-2020                                                              | Colonia                                                                 | Germania                                                                | 3 – 3                                                                   | Svizzera                                                                | UEFA Nations League 2020-2021 - 1º turno                                | 2 Mario Gavranović Remo Freuler                                                                                     | Cap: G. Xhaka                                                           |
| 11-11-2020                                                              | Heverlee                                                                | Belgio                                                                  | 2 – 1                                                                   | Svizzera                                                                | Amichevole                                                              | Admir Mehmedi | Cap: G. Xhaka                                                           |
| 14-11-2020                                                              | Basilea                                                                 | Svizzera                                                                | 1 – 1                                                                   | Spagna                                                                  | UEFA Nations League 2020-2021 - 1º turno                                | Remo Freuler | Cap: G. Xhaka                                                           |
| 17-11-2020                                                              | Lucerna                                                                 | Svizzera                                                                | 3 – 0 tav                                                               | Ucraina                                                                 | UEFA Nations League 2020-2021 - 1º turno                                | - | Cap: G. Xhaka                                                           |
| 25-3-2021                                                               | Sofia                                                                   | Bulgaria                                                                | 1 – 3                                                                   | Svizzera                                                                | Qual. Mondiali 2022                                                     | Breel Embolo Haris Seferović Steven Zuber                                                                           | Cap: G. Xhaka                                                           |
| 28-3-2021                                                               | San Gallo                                                               | Svizzera                                                                | 1 – 0                                                                   | Lituania                                                                | Qual. Mondiali 2022                                                     | Xherdan Shaqiri | Cap: G. Xhaka                                                           |
| 31-3-2021                                                               | San Gallo                                                               | Svizzera                                                                | 3 – 2                                                                   | Finlandia                                                               | Amichevole                                                              | Mario Gavranović Ruben Vargas Haris Seferović                                                                       | Cap: X. Shaqiri                                                         |
| 30-5-2021                                                               | San Gallo                                                               | Svizzera                                                                | 2 – 1                                                                   | Stati Uniti                                                             | Amichevole                                                              | Ricardo Rodríguez Steven Zuber                                                                                      | Cap: G. Xhaka                                                           |
| 3-6-2021                                                                | San Gallo                                                               | Svizzera                                                                | 7 – 0                                                                   | Liechtenstein                                                           | Amichevole                                                              | 3 Mario Gavranović 2 Christian Fassnacht autorete Edimilson Fernandes                                               | Cap: X. Shaqiri                                                         |
| 12-6-2021                                                               | Baku                                                                    | Galles                                                                  | 1 – 1                                                                   | Svizzera                                                                | Euro 2020 - Fase a gironi                                               | Breel Embolo | Cap: G. Xhaka                                                           |
| 16-6-2021                                                               | Roma                                                                    | Italia                                                                  | 3 – 0                                                                   | Svizzera                                                                | Euro 2020 - Fase a gironi                                               | - | Cap: G. Xhaka                                                           |
| 20-6-2021                                                               | Baku                                                                    | Svizzera                                                                | 3 – 1                                                                   | Turchia                                                                 | Euro 2020 - Fase a gironi                                               | Haris Seferović 2 Xherdan Shaqiri                                                                                   | Cap: G. Xhaka                                                           |
| 28-6-2021                                                               | Bucarest                                                                | Francia                                                                 | 3 – 3 dts (4 – 5 dtr)                                                   | Svizzera                                                                | Euro 2020 - Ottavi di finale                                            | 2 Haris Seferović Mario Gavranović                                                                                  | Cap: G. Xhaka                                                           |
| 2-7-2021                                                                | San Pietroburgo                                                         | Svizzera                                                                | 1 – 1 dts (1 – 3 dtr)                                                   | Spagna                                                                  | Euro 2020 - Quarti di finale                                            | Xherdan Shaqiri | Cap: X. Shaqiri                                                         |
| Totale                                                                  |                                                                         | Presenze                                                                | 78                                                                      |                                                                         | Reti                                                                    | 149 |                                                                         |

#### Nazionale algerina nel dettaglio
| 2024           | Algeria        | Qual. Mondiale 2026 | subentrato     | 2 | 1 | 0 | 1 | 50,00 | 3 | 3 | +0 |
| 2025           | Algeria        | Qual. Mondiale 2026 | subentrato     | 0 | 0 | 0 | 0 | —     | 0 | 0 | +0 |
| Dal 2024       | Algeria        | Amichevoli          |                | 2 | 1 | 1 | 0 | 50,00 | 6 | 5 | +1 |
| Totale Algeria | Totale Algeria | Totale Algeria      | Totale Algeria | 4 | 2 | 1 | 1 | 50,00 | 9 | 8 | +1 |

#### Panchine da commissario tecnico della nazionale algerina
| Cronologia completa delle presenze e delle reti in nazionale ― Algeria | Cronologia completa delle presenze e delle reti in nazionale ― Algeria | Cronologia completa delle presenze e delle reti in nazionale ― Algeria | Cronologia completa delle presenze e delle reti in nazionale ― Algeria | Cronologia completa delle presenze e delle reti in nazionale ― Algeria | Cronologia completa delle presenze e delle reti in nazionale ― Algeria | Cronologia completa delle presenze e delle reti in nazionale ― Algeria | Cronologia completa delle presenze e delle reti in nazionale ― Algeria |
| Data                                                                   | Città                                                                  | In casa                                                                | Risultato                                                              | Ospiti                                                                 | Competizione                                                           | Reti                                                                   | Note                                                                   |
| ---------------------------------------------------------------------- | ---------------------------------------------------------------------- | ---------------------------------------------------------------------- | ---------------------------------------------------------------------- | ---------------------------------------------------------------------- | ---------------------------------------------------------------------- | ---------------------------------------------------------------------- | ---------------------------------------------------------------------- |
| 22-3-2024                                                              | Algeri                                                                 | Algeria                                                                | 3 – 2                                                                  | Bolivia                                                                | Amichevole                                                             | Amine Gouiri Yassine Benzia Aissa Mandi                                | Cap: Y.Brahimi                                                         |
| 26-3-2024                                                              | Baraki                                                                 | Algeria                                                                | 3 – 3                                                                  | Sudafrica                                                              | Amichevole                                                             | 2 Yassine Benzia Yacine Brahimi                                        | Cap: Y.Brahimi                                                         |
| 6-6-2024                                                               | Baraki                                                                 | Algeria                                                                | 1 – 2                                                                  | Guinea                                                                 | Qual. Mondiali 2026                                                    | autorete                                                               | Cap: Y.Brahimi                                                         |
| 10-6-2024                                                              | Kampala                                                                | Uganda                                                                 | 1 – 2                                                                  | Algeria                                                                | Qual. Mondiali 2026                                                    | Houssem Aouar Said Benrahma                                            | Cap: A.Mandi                                                           |
| Totale                                                                 |                                                                        | Presenze                                                               | 4                                                                      |                                                                        | Reti                                                                   | 9                                                                      |                                                                        |

## Palmarès

### Giocatore
- Campionato jugoslavo: 1

FK Sarajevo: 1984-1985

### Allenatore
- Prima Lega: 1

Malcantone Agno: 2002-2003
- Coppa Italia: 1

Lazio: 2012-2013